# Trækul fra de gamle miner
|  | Denne artikel er oprettet af botten PalnaBot ud fra en ekstern database. Den kan derfor have sproglige fejl eller mangler. Denne skabelon kan fjernes efter kontrol af indholdet. |

Trækul fra de gamle miner er en film instrueret af John E. Carrebye.

## Handling
Filmen skildrer trækullenes fremstilling både efter gammel metode og ny metode, samt deres anvendelse og betydning.